# 나고야 가이드웨이 버스

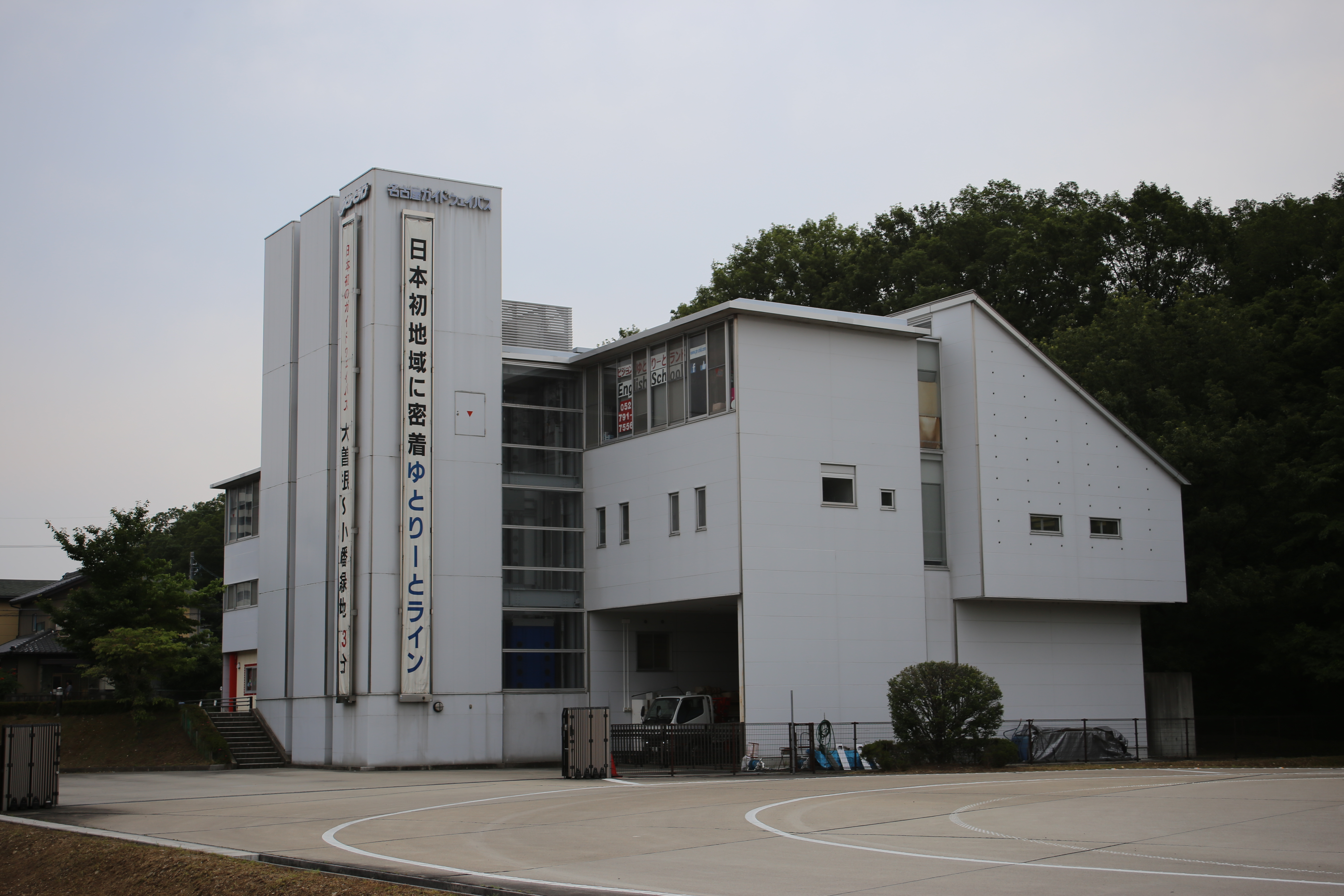

나고야 가이드웨이 버스(일본어: 名古屋ガイドウェイバス)는 일본 아이치현 나고야시에서 운용되는 구속형 유도버스 시스템으로, 나고야 시 교통국에서 운영하고 있다. 일본 유일의 구속형 유도버스 시스템으로, 현재 시다미 선(유토리토 라인) 1개 노선이 있다.
경전철 고무차륜 K-AGT방식과 유사한 구속형 방식으로 만든 전용트랙이다.

## 나고야 가이드웨이 버스 시다미 선
나고야 가이드웨이 버스 시다미 선(일본어: 名古屋ガイドウェイバスガイドウェイバス志段味線)은 나고야 가이드웨이 버스의 노선으로, 오조네역 ~ 오바타료쿠치 역 간 6.5km의 전용선로를 통해 운행한다. 애칭으로 유토리토 라인(일본어: ゆとりーとライン)이 있으며, 주로 애칭으로 더 많이 불린다.

### 노선 정보
- 거리(전용선로) : 6.5km
- 역 수 : 9개
- 총 정류장 수 : 37개
- 전 구간 복선
- 엔진방식 : 내연 엔진

### 운행계통
다음과 같은 운행 계통이 있으며, 모든 계통이 전용선로를 사용한다. 전용선로 이후의 구간은 일반도로로 주행한다.
- 오조네 ~ 오바타료쿠치
- 오조네 ~ 나카시다미
- 오조네 ~ 나카시다미 (히가시오와리뵤인 방면 경유)
- 오조네 ~ 고조지

### 정류장 목록

#### 전용선
오조네역 - 나고야 돔 마에 야다 역 - 스나다바시 역 - 모리야마 역 - 가나야역 - 가와미야 역 - 가와무라 역 - 시라사와케이코쿠 역 - 오바타료쿠치 역

#### 오바타료쿠치 ~ 고조지
오바타료쿠치 - 류센지구치 - 류센지 - 깃코구치 - 시모지마 - 깃코 - 가미지마(서) - 가미지마(동) - 시다미니시쇼갓코 - 아라타 - 덴노바시 - 시다미시쇼키타 - 나카시다미 - 후지쓰카 - 데라바야시 - 가미시다미 - 신토고쿠바시미나미 - 도고쿠바시 - 고조지

#### 가미지마(서) ~ 히가시오와리뵤인 ~ 덴노바시
가미지마(서) - 히라이케미나미 - 다이코가네 - 히가시오와리뵤인 - 나가하사마 - 깃코주타쿠 - 다마노가와가쿠엔 - 시다미 스포츠 랜드 - 시다미 사이언스 파크 - 아나가호라 - 시마노구치 - 덴노바시

## 같이 보기
- 유도버스
- 경전철
- 신교통 시스템
- 바이모달트램